# سلمان‌خان استاجلو
سلمان‌خان استاجلو از امرای قزلباش طایفه استاجلو بود. وی پس از جنگ تیرپل و عزل مرتضی قلی‌خان پرناک ترکمان، حاکم مشهد شد. وی نوه خواهر شاه طهماسب یکم بود.وی در دوران حاکمیت شاه محمد خدابنده مدتی رئیس استاجلوهای گیلان بود.